# Martti Lappalainen (Skilangläufer)
Martti Eemil Lappalainen (* 11. April 1902 in Liperi; † 6. Oktober 1941 in Mäntysova, Ostkarelien) war ein finnischer Skilangläufer.

## Werdegang
Lappalainen, der für den Liperin Kivekkäät und den Pohjos-Kajalan Hiihtoseura startete, belegte bei den Lahti Ski Games 1925 den dritten Platz über 30 km.
1926 wurde Martti Lappalainen bei den Nordischen Skiweltmeisterschaften in Lahti beim 30-km-Skilanglauf Sechster. 1928 gewann er den 50-km-Skilanglauf am Holmenkollen und war bei diesem Bewerb der zweite nicht-norwegische Goldmedaillengewinner nach dem dortigen Erfolg Anton Collins im Jahr 1922. Zudem belegte er bei den Lahti Ski Games den zweiten Platz über 50 km. Bei den Olympischen Winterspielen 1928 wurde er im Skilanglauf beim 18-km-Rennen der Herren Siebter und Neunter über die 50-km-Distanz. Im Jahr 1929 gewann er bei den Lahti Ski Games den 30-km-Lauf und den 50-km-Lauf. In den Jahren 1929 bis 1931 wurde er finnischer Meister über 10 km. Bei den Nordischen Skiweltmeisterschaften 1930 in Oslo errang er den sechsten Platz über 17 km und den vierten Platz über 50 km.
Im März 1931 lief Lappalainen bei den Lahti Ski Games auf den zweiten Platz über 50 km. Im Jahr 1932 wurde er bei den Olympischen Winterspielen in Lake Placid Vierter beim 18-km-Skilanglauf und nahm auch am 50-km-Rennen teil, musste dieses allerdings abbrechen. Bei den Nordischen Skiweltmeisterschaften 1934 in Sollefteå gewann er bei der 4 × 10-km-Staffel zusammen mit Sulo Nurmela, Klaes Karppinen und Veli Saarinen die Gold- und beim 18-km-Lauf die Bronzemedaille. Im März 1936 belegte er bei den Lahti Ski Games den dritten Platz über 50 km. Sein letztes internationales Rennen absolvierte er bei den Nordischen Skiweltmeisterschaften 1938 in Lahti, das er auf dem 39. Platz über 50 km beendete. Lappalainen starb im Jahr 1941 beim Fortsetzungskrieg.
Sein Bruder Tauno war ebenfalls als Skilangläufer aktiv.